# Leo Randolph
Leo Randolph est un boxeur américain né le 27 février 1958 à Tacoma, État de Washington.

## Carrière
Vainqueur des Golden Gloves dans la catégorie poids mouches en 1975, il devient champion olympique aux Jeux de Montréal en 1976 après sa victoire en finale contre le cubain Ramon Duvalon. Randolph passe professionnel en 1978 et s'empare du titre de champion du monde des super-coqs WBA en 1980.

## Parcours auxJeux olympiques
Jeux olympiques d'été de 1976 à Montréal (poids mouches) :
- Bat Massoudi Samatou (Togo) par forfait
- Bat Constantin Gruescu (Roumanie) 4-1
- Bat David Larmour (Irlande) 4-1
- Bat Leszek Blazynski (Pologne) 4-1
- Bat Ramon Duvalon (Cuba) 3-2